# Dylan Yeo
Dylan Yeo (* 16. Juli 1986 in Prince Albert, Saskatchewan) ist ein kanadischer Eishockeyspieler, der zuletzt bis zum Ende der Saison 2023/24 bei Dragons de Rouen in der französischen Ligue Magnus unter Vertrag gestanden hat. Zuvor spielte er mehrere Jahre in der American Hockey League (AHL) und ECHL sowie für die Straubing Tigers, Iserlohn Roosters und Schwenninger Wild Wings in der Deutschen Eishockey Liga (DEL). Mit Rouen wurde er zweimal Französischer Meister.

## Karriere
Yeo begann seine Karriere bei den Prince George Cougars in der Western Hockey League, wo er von 2003 bis 2005 spielte. Anschließend war er zwei weitere Spielzeiten bis zum Sommer 2007 für den Ligakonkurrenten Calgary Hitmen, aktiv.
Im Herbst 2007 wechselte der Verteidiger schließlich in den Profibereich zu den Victoria Salmon Kings in der ECHL. In zwei Jahren erreichte er dort insgesamt 71 Scorerpunkte und spielte auch unregelmäßig für deren Kooperationspartner, die Manitoba Moose, in der American Hockey League. Zur Saison 2009/10 wechselte Yeo innerhalb der ECHL zu den South Carolina Stingrays und absolvierte dort 49 Spiele, in denen er 30 Punkte erreichte. Für die Saison 2010/11 verlängerte er bei den South Carolina Stingrays, wurde jedoch bald zu den Hershey Bears in die AHL berufen. Mit den Bears gewann er den Calder Cup. Für die Spielzeit 2011/12 kehrte Yeo in die ECHL zurück und unterschrieb einen einjährigen Vertrag mit den Ontario Reign. Am 23. November 2011 wurde Yeo an die Oklahoma City Barons ausgeliehen und – nachdem er seine Defensivrolle dort gefestigt hatte – unterzeichnete der Abwehrspieler am 25. Januar 2012 einen AHL-Vertrag mit den Barons für den Rest des Spieljahres ab. Aufgrund seiner Leistungen bei den Barons blieb Yeo in der AHL und unterschrieb im folgenden Sommer einen Jahresvertrag bei den Toronto Marlies. Nach der Saison 2012/13 wurde sein Vertrag um ein weiteres Jahr verlängert. Am 10. Juli 2014 unterschrieb Yeo einen Vertrag bei den Straubing Tigers in der Deutschen Eishockey Liga und verließ damit die Marlies nach zwei Jahren.
Ab Juni 2018 stand Yeo bei den Iserlohn Roosters unter Vertrag und gehörte in der Saison 2018/19 zu den offensivstärksten Verteidigern der DEL: In insgesamt 52 Spielen kam er für die Roosters auf 37 Scorerpunkte und sammelte dabei 106 Strafminuten. Anschließend verließ er den Club und wurde für zwei Jahre von den Schwenninger Wild Wings verpflichtet. Im Sommer 2021 schloss er sich den Dragons de Rouen aus der französischen Ligue Magnus an. Mit dem Klub gewann er in den Jahren 2023 und 2024 die französische Meisterschaft.

## Erfolge und Auszeichnungen
| - 2009 ECHL First All-Star Team - 2009 ECHL Defenseman of the Year - 2010 Calder-Cup-Gewinn mit den Hershey Bears | - 2023 Französischer Meister mit den Dragons de Rouen - 2024 Französischer Meister mit den Dragons de Rouen |

## Karrierestatistik
Stand: Ende der Saison 2023/24
(Legende zur Spielerstatistik: Sp oder GP = absolvierte Spiele; T oder G = erzielte Tore; V oder A = erzielte Assists; Pkt oder Pts = erzielte Scorerpunkte; SM oder PIM = erhaltene Strafminuten; +/− = Plus/Minus-Bilanz; PP = erzielte Überzahltore; SH = erzielte Unterzahltore; GW = erzielte Siegtore; 1 Play-downs/Relegation; Kursiv: Statistik nicht vollständig)

## Wissenswertes
Während seiner Zeit bei den Calgary Hitmen, sang Yeo einmal vor einem Spiel die kanadische Nationalhymne. In der Saison 2009/10 bei den South Carolina Stingrays, spielte Yeo mit einem pinken Hockeyschläger. Der Schläger wurde verlost, wobei der Gewinn an die Brustkrebs-Stiftung Susan G. Komen for the Cure gespendet wurde.